# Module de convergence
En analyse réelle un module de convergence est une fonction qui indique à quelle vitesse une séquence convergente converge. Ces modules sont souvent employés dans l'étude de l'analyse calculable et des mathématiques constructives.
Si une suite de nombres réels (xi) converge vers un nombre réel x, alors par définition, pour tout réel {\displaystyle \epsilon >0} il existe un entier naturel N tel que si i > N alors {\displaystyle |x-x_{i}|<\epsilon }. Un module de convergence est une fonction qui, étant donné ε, renvoie une valeur correspondante de N.

## Définition
Supposons que (xi) est une suite convergente de nombres réels de limite x. Il existe deux manières de définir un module de convergence comme une fonction de {\displaystyle \mathbb {N} } vers {\displaystyle \mathbb {N} }
- Comme une fonction {\displaystyle f(n)} telle que pour tout {\displaystyle n}, si {\displaystyle i>f(n)} alors {\displaystyle |x-x_{i}|<{{1} \over {n}}}
- Comme une fonction {\displaystyle g(n)} telle que pour tout {\displaystyle n}, si {\displaystyle i\geq {j}>g(n)} alors | x i − x j | < {\displaystyle 1 \over {n}}

Cette dernière définition est souvent employée dans des contextes constructifs, où la limite x peut en fait être identifiée à la séquence convergente. Certains auteurs utilisent une autre définition qui remplace {\displaystyle 1 \over n} par {\displaystyle 2^{-n}}.

## Voir également
- Module de continuité

## Référence
- Klaus Weihrauch (2000), Computable Analysis.